# Hunts Point (Washington)
Hunts Point az Amerikai Egyesült Államok északnyugati részén, Washington állam King megyéjében elhelyezkedő város. A 2010. évi népszámlálási adatok alapján 394 lakosa van.

## Történet
A közeli Yarrow Pointban élő Leigh S. J. Hunt 1890. március 13-án megvásárolt egy helyi telket; célja az volt, hogy a Washington-tóra nyíló kilátást akadályozó fákat kivághassa. 1900 körül a terület a Puget Sound Nemzeti Bank tulajdonába került, akik azt három seattle-i férfinak értékesítették azt.
Az 1963. augusztus 28-án átadott Evergreen Point lebegő híd elkészülte előtt az ingázók a Gazelle kompot használhatták.
A település klubháza 1913-ban nyílt meg, amely az 1920-as években a közösségi élet központja lett. Szintén 1913-ban a Hunts Point-i nők jótékonysági szervezetet alapítottak.
Hunts Point 1955. augusztus 22-én kapott városi rangot. A mocsaras Fairwather-medencét 1957-re lakhatóvá tették, 1960-ra pedig elkészült a csatornázás első szakasza. A Wetherill Tájvédelmi Körzet 1988-ban nyílt meg.
Az 1950-es években Stanley Sayres a városban tárolta Slo-mo-shun nevű hidroplánját.

## Éghajlat
A város éghajlata mediterrán (a Köppen-skála szerint Csb).

## Népesség
A 2010-es népszámláláskor a városnak 394 lakója, 151 háztartása és 124 családja volt. A népsűrűség 498,7 fő/km2. A lakóegységek száma 181, sűrűségük 229,1 db/km2. A lakosok 80,2%-a fehér, 1,3%-a afroamerikai, 0,5%-a indián, 10,9%-a ázsiai,   7,1%-a pedig kettő vagy több etnikumú. A spanyol vagy latino származásúak aránya 0,5% (   )
A háztartások 31,1%-ában élt 18 évnél fiatalabb. 74,6% házas, 4% egyedülálló nő, 3,3% egyedülálló férfi, 17,9% pedig nem család. 10,6% egyedül élt; 10,6%-uk 65 éves vagy idősebb. Egy háztartásban átlagosan 2,61 személy élt; a családok átlagmérete 2,9 fő.
A medián életkor 49,5 év volt. A város lakóinak 23,1%-a 18 évesnél fiatalabb, 5,8% 18 és 24 év közötti, 15,2%-uk 25 és 44 év közötti, 31,4%-uk 45 és 64 év közötti, 24,4%-uk pedig 65 éves vagy idősebb. A lakosok 53,8%-a férfi, 46,2%-a pedig nő.

## Nevezetes személyek
- B. Kevin Turner, a Microsoft egykori vezető menedzsere[15]
- Craig McCaw, a McCaw Cellular alapítója[16]
- Jeff Bezos, az Amazon.com alapítója[17]
- James Sinegal, a Costco társalapítója és egykori vezérigazgatója[18]
- Kenny G, szaxofonos[19]
- Pete Carroll, a Seattle Seahawks vezetőedzője[20]
- Steve Ballmer, a Microsoft egykori vezérigazgatója[21]

## Fordítás
- Ez a szócikk részben vagy egészben  a   Hunts Point, Washington című angol Wikipédia-szócikk ezen változatának fordításán alapul.  Az eredeti cikk szerkesztőit annak laptörténete sorolja fel. Ez a jelzés csupán a megfogalmazás eredetét és a szerzői jogokat jelzi, nem szolgál a cikkben szereplő információk forrásmegjelöléseként.